# Gustav Heinisch
Gustav Heinisch (* 31. Dezember 1892 in Oderfurt, Mähren, heute Priwoz; † 23. Dezember 1979 in Klagenfurt) war ein österreichischer Bergbauingenieur.

## Leben
Heinisch studierte Montanwissenschaften an der Bergakademie Pribram und schloss das Studium mit der Promotion ab. Er kam 1931 zur Bleiberger Bergwerks-Union (BBU) als technischer Direktor und aktivierte den Kärntner Bergbau. Er beantragte am 25. Mai 1938 die Aufnahme in die NSDAP und wurde rückwirkend zum 1. Mai desselben Jahres aufgenommen (Mitgliedsnummer 6.138.155). Von 1945 bis 1947 war er zwei Jahre lang inhaftiert, leitete dann trotzdem nach dem Krieg den Wiederaufbau der BBU, ab 1951 als deren Vorsitzender. Des Weiteren war Heinisch Präsident des Musikvereins und Präsident des allgemeinen Sportverbandes Kärnten.
Im Dezember 1972 wurde Heinisch die goldene Medaille der Stadt Klagenfurt verliehen. Ihm zu Ehren wurde in Klagenfurt die Ingenieur-Heinisch-Straße benannt.
Er war seit 1912 Mitglied der Burschenschaft Glückauf Pribram (später Alte Pribramer Burschenschaft Glückauf-Markomannia Freiberg) und wurde später auch Mitglied der Burschenschaft Thessalia Prag und der Leobener akademischen Burschenschaft Cruxia.